# Łysa Góra (Sopoty)
Łysa Góra (česky Lysá hora, německy Eliesenhöhe, kašubsky Lisowô Grzëpa) s nadmořskou výškou 110 m je nejvyšším bodem města Sopoty (polsky Sopot) v Pomořském vojvodství v Kašubsku v severovýchodním Polsku. Na vrchol hory vedou značené turistické stezky. V zimě se svah hory využívá jako sjezdovka. Vrchol nabízí výhled do Gdaňské zátoky Baltského moře.
Značené stezky vedou k významnému rozcestníku stezek Mała Gwiazda nebo dolů do města Sopoty.

## Galerie

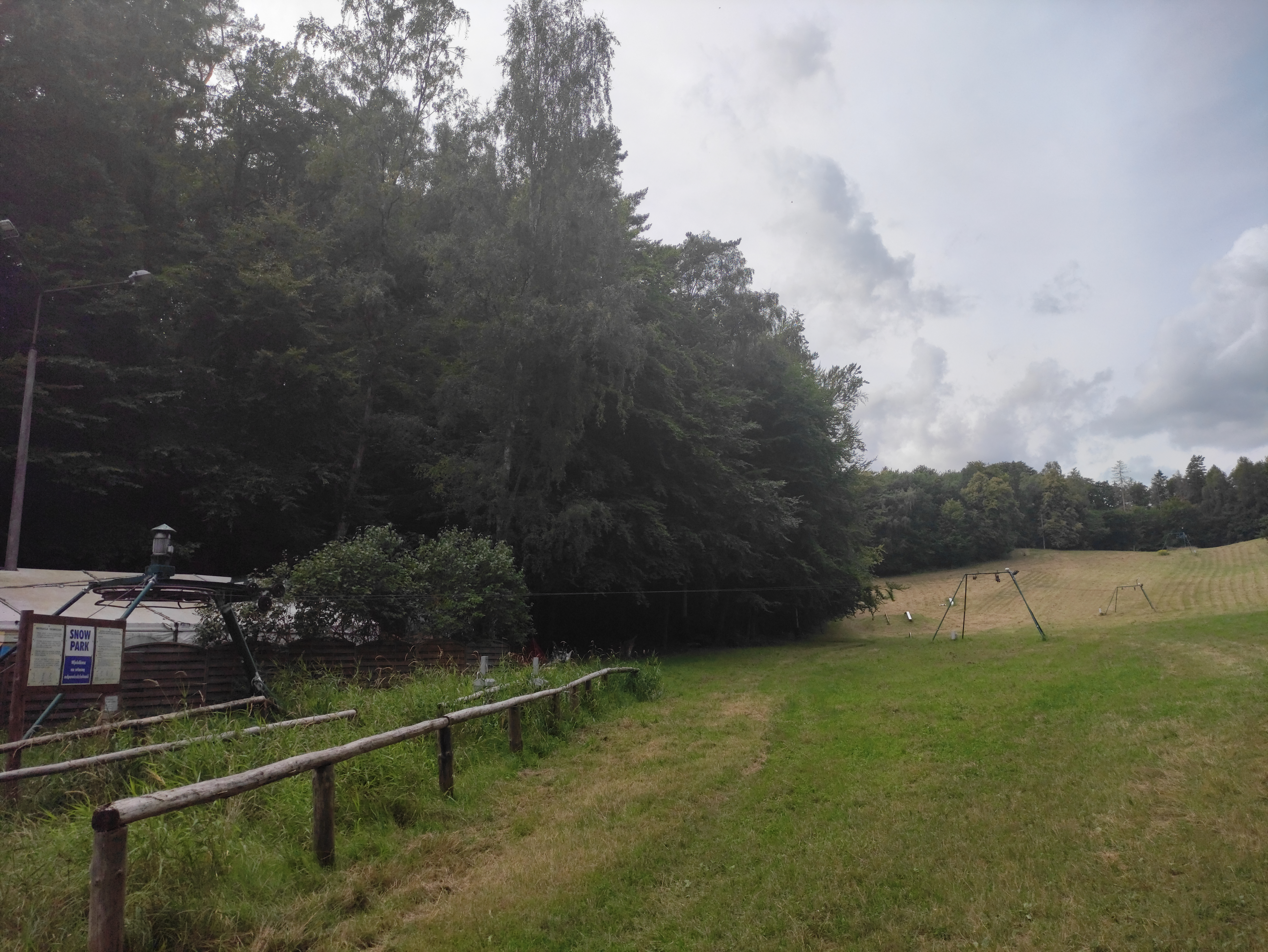
Sjezdovka v létě
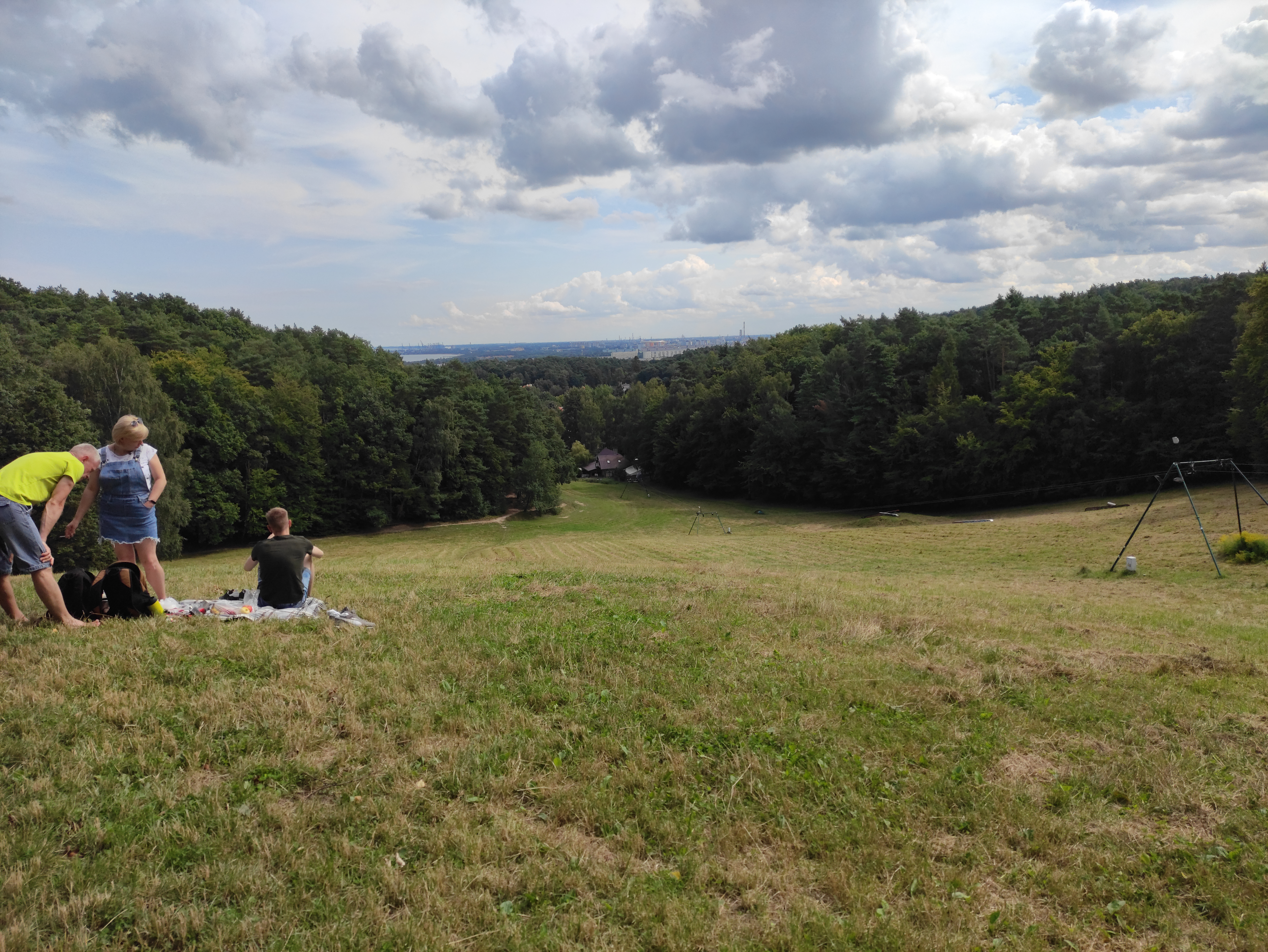
Vrchol kopce
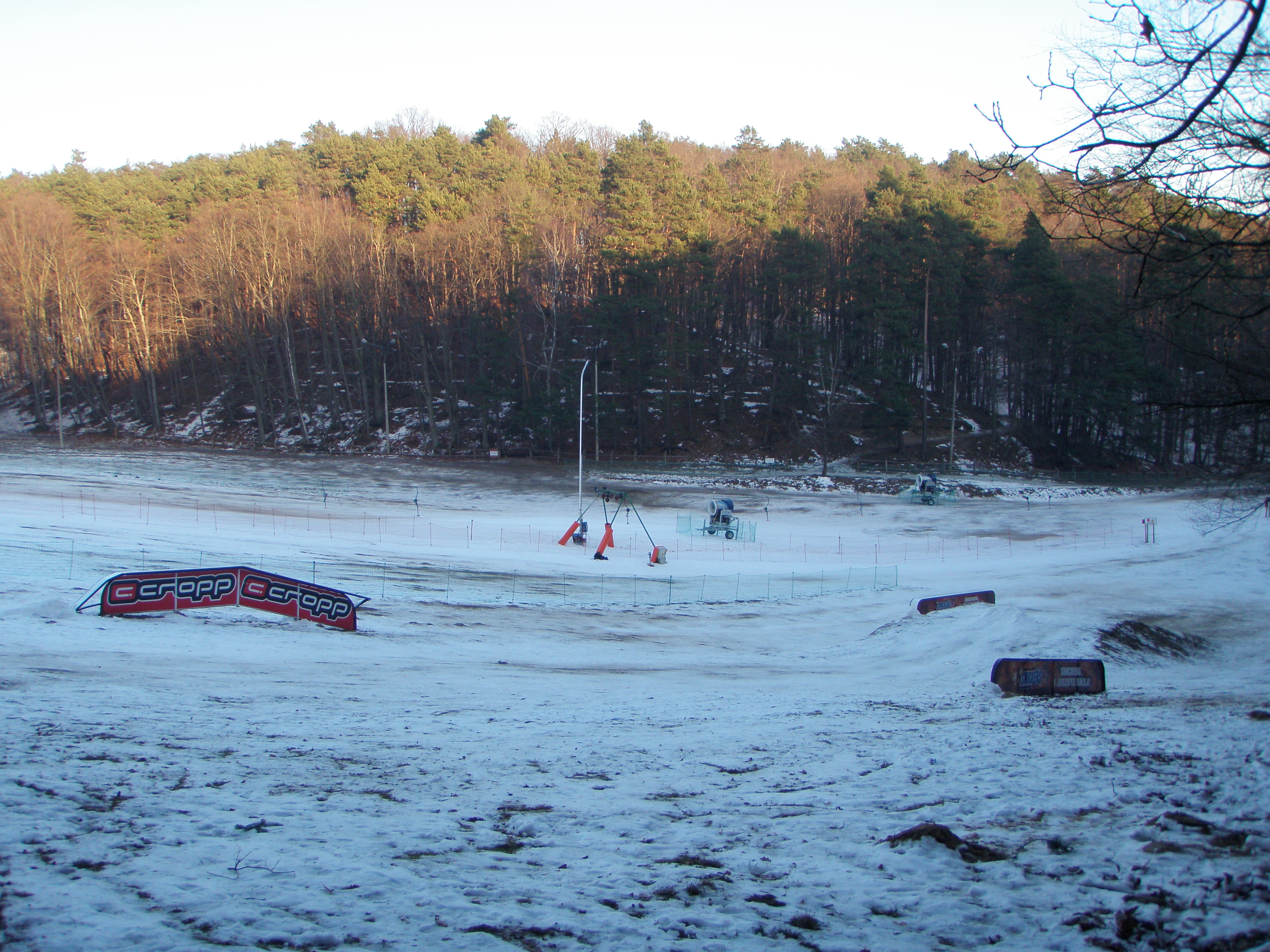
Sjezdovka
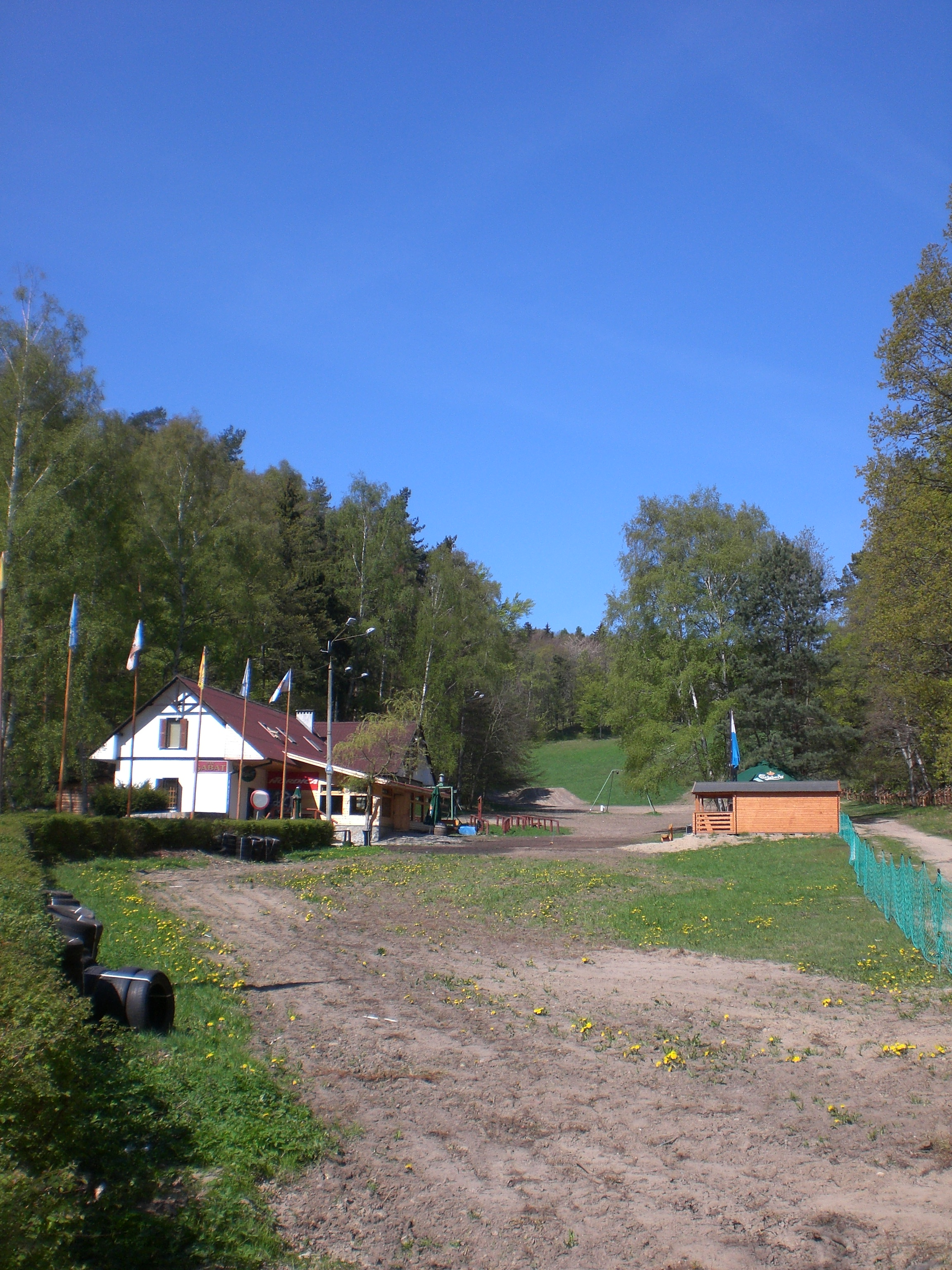
Pod sjezdovkou v létě